# NGC 4660
NGC 4660 is een elliptisch sterrenstelsel in het sterrenbeeld Maagd. Het hemelobject ligt 49 miljoen lichtjaar van de Aarde verwijderd en werd op 15 maart 1784 ontdekt door de Duits-Britse astronoom William Herschel.

## Synoniemen
- UGC 7914
- MCG 2-33-6
- ZWG 71.23
- VCC 2000
- PGC 42917